# Рансьер, Жак
Жак Рансьер (фр. Jacques Rancière; род. 1940) — французский философ и политический теоретик. Почетный профессор университета Париж VIII; руководитель программы Международного философского колледжа.
Разошёлся с Альтюссером в трактовке студенческих волнений 1968 года. Основал журнал «Логический бунт».

## Эволюция взглядов
Первую известность получил как участник сборника «Читать „Капитал“» (Lire le Capital; 1965), созданного Луи Альтюссером со своими студентами по материалам семинара о «Капитале» Карла Маркса. В сборнике также приняли участие Этьен Балибар, Роже Эстабле (фр.) и Пьер Машерей (фр.). Однако в дальнейшем размежевался с Альтюссером, в первой опубликованной книге (сборнике статей «Урок Альтюссера», 1974) подвернув критике структуралистский проект как основанный на дискурсе господства и поиске «скрытых истин». Рансьер также противопоставлял себя постструктурализму, постепенно разрабатывая свою собственную систему взглядов с оригинальным понятийным аппаратом.

## Политическая философия

### Основные понятия
Для политической философии Рансьера характерны ряд ключевых понятий: политика, несогласие, полиция, равенство, постдемократия.
Политика — деятельность, предметом которой является равенство:486.
Несогласие — непреодолимый конфликт между людьми, который заложен в природе человека и проявляется в речевой ситуации, когда один из собеседников сразу и понимает, и не понимает другого.
Полиция — символическое упорядочивание социального, направленное на определение доли участия или отсутствия участия у каждой части. Понятие восходит к работам Мишеля Фуко 1970-х годов:41.
Равенство — совокупность практик, направленных на удостоверение равенства кого угодно с кем угодно.
Постдемократия — консенсусная система современности, основанная на тождестве общества и индивида и рассмотрении общества как суммы его частей.

### Несогласие
Несогласие — фундаментальный концепт философии Рансьера:156. Это конфликт между теми, кто говорят одно и то же, но подразумевают разное. Несогласие распространяется не только на слова, но и на ситуацию тех, кто говорит (в этом отличие от понятия «распря» у Лиотара). Сущность несогласия — в непреодолимом конфликте между людьми, который происходит не от недоразумения, недопонимания или злонамеренности, а от изначальной двусмысленности, заложенной в самой природе человека, в разделении логоса на логику и слово.

### Политика
Рансьер прежде всего различает политику и распространенное понятие политической жизни какого-либо сообщества. Политика в собственным смысле слова есть крайне редкое явление:40. Она возникает, когда естественный порядок полиции прерван причастностью несогласных (несопричастных). Политика формирует общность какого-либо сообщества как общность. Вне этого никакой политики нет, есть только порядок господства или беспорядок мятежа. В основе политики — кривда, неправота, искривление. С XIX века по настоящее время в рамках либерализма утверждается, что нет никакой «причастности несопричастных», а есть разные социальные группы (умные, глупые), которые суть части целого. Политика не есть отношения и осуществление власти, а есть отношения разных субъектов. Один субъект пытается навязать с помощью языка язык приказа, а другой субъект понимает, что ему лгут, преподнося в качестве общего языка язык власти. Политика по сути есть тяжба по поводу существования самой политики. Единственным предметом политики является равенство, а единственным бытием политики — бытие-между, бытие между идентичностями, между мирами.
Политика предшествует любому типа сообществ и демократии. Демократия не дает проявиться политике в полной мере, поскольку помещает справедливость в форму спора и приводит к «арифметическому» равенству. Демократия есть лишь форма (режим) субъективации политических субъектов, она есть по сути проявление политики и в определенном смысле одно и то же:458.
Рансьер обращается к истории философской мысли выделяет три «идеальных типа» политики: параполитика, архиполитика, и метаполитика:402.
Параполитика есть вариант Аристотеля, где проблема равенства решается с помощью управления лучших. Человек, по Аристотелю, обладая логосом, то есть речью, способен различать полезное и вредное, а значит, справедливое и несправедливое. Это создает проблему утилитаризма для мыслителей типа Лео Штрауса, однако Рансьер считает её мнимой, поскольку в любом случае сама проблема возможна только для части сообщества. Рансьер критикует позицию Аристотеля, поскольку у того речь идет о «арифметическим» (утилитаристском) распределении благ и услуг. Параполитика получает развитие в Новое Время, а частности, у Томаса Гоббса:44.
Архиполитика есть вариант Платона, основанный на понятии добродетели, духе закона (а не законе), где закон заменяется воспитанием. Воспитание обеспечивает гармонию между индивидом и коллективом, где у каждого есть своё место; политика исчезает:43. Платон заменяет «арифметический» порядок «геометрическим», задающим нормы и ценности истинного блага, которое выгодно всем.
Для Рансьера оба варианта — арифметический порядок Аристотеля и божественный порядок Платона — неудовлетворительны.
Метаполитика появляется в XIX веке. Центральное понятие метаполитики — понятие класса в трактовке Маркса. Метаполитика подразумевает, что политика произрастает из социального и исчезает в формальных институтах демократии:402.

### Полиция
Полиция по сути есть закон, она не социальная функция, а символическое упорядочивание социального. Она не есть «дисциплинирование» тел в духе Фуко, а скорее «правильные» идеи, правила, по которым происходит конфигурация, формирование социального порядка должным образом:42. Политика же есть место встречи полиции и равенства, суть политики в нахождении разногласия как присутствия двух миров в одном. Политика подрывает общественный порядок полиции, в котором все части целого должны быть должным образом учтены.

### Равенство
Равенство есть вторая главная этико-философская категория Рансьера.
Это совокупность практик, направляемых допущением о равенстве какого-либо существа с любым другим существом для удостоверения этого равенства. Равенство является дилеммой: чтобы не превращаться в неравенство, оно должно пониматься как изначальная предпосылка, а не как конечная цель, к которой надо стремиться. Можно сказать, что равенство универсально и первично в смысле происхождения по сравнению с неравенством, в то время как неравенство — следствие социального. Например, нижестоящий понимает вышестоящего, поскольку между ними есть изначальное равенство:89.
Процесс равенства есть процесс различения. Равенство основано на доверии, тогда как неравенство — на недоверии. Равенство есть главное неполитическое условие политики и её единственный принцип.

### Постдемократия и конец политики
Для анализа современности используется понятие постдемократии:458, для которой характерны следующие черты: существование видимости народа, существование народа как неопределенной единицы и наличие места видимости народа в месте ведения спора. При постдемократии существует консенсусная система, состоящая из режима мнения и режима права, при этом народ есть сумма его частей (индивидов, предпринимателей, социальных групп и т. д.), и политика исчезает:458. Конец политики есть последний этап метаполитики и конец политической философии. Конец политики и возвращение политики в скрытой форме обозначают одно и то же — упразднение политики через консенсус.
Парадоксально реализуются обе программы — Платона и Аристотеля — через сообщество, управляемое наукой, которое каждого ставит на место с подобающим этому месту мнением. Каждый находится на своем месте и занимается своим делом — это и есть мысль Платона. Сведение политического к социальному по сути есть реализация идей Аристотеля по уменьшению социальных антагонизмов. Эти идеи реализовались в появлении среднего класса. Постдемократическое мнение постулирует тождество народа и населения, науки целого и мнения каждого, единство закона и чувства. Восходящая Аристотелю «свобода народа» суть фикция. Власть заполняет пустоту несопричастных «идентичностью» и «социальными связями».
Итоги политико-исторических исследований сформулированы Рансьером в основном в работе «Несогласие» (1995).

## Эстетика
В работах 2000-х годов Рансьер обращается к теме эстетики. Решающую роль в понимании и актуализации значимости эстетики играет политика. У не сопричастных нет возможности свободно и последовательно синтезировать и артикулировать собственные точки зрения в мире чувственного опыта. Рансьер переопределяет понятие политики: политика есть событие, которое происходит, когда люди совместно участвуют в создании эстетического опыта. Она неотделима от подлинной демократической справедливости, при которой люди создают эстетику, которую они ранее никогда не признавали. Такое творчество возможно через эстетические сознательные практики, в которых предъявляются права на так называемое «разделение чувственного»:373—374.

## Жак Рансьер и Россия
Подписал вместе с Жаком Деррида и другими французскими интеллектуалами протестное письмо Президенту России В. В. Путину о нелегитимности референдума в Чечне 2003 года.
В ноябре 2006 года Жак Рансьер принял участие в Международной конференции по философии, политике и эстетической теории «Создавая мыслящие миры» в Москве, которая состоялась в преддверии Второй Московской биеннале современного искусства.

## Сочинения
- La parole ouvrière, avec Alain Faure, 10/18, 1976 — La Fabrique, 2007 (avec une postface inédite)
- La nuit des prolétaires. Archives du rêve ouvrier, Fayard 1981, Hachette Pluriel (Poche), 1997
- Le philosophe et ses pauvres. Fayard, 1983
- Louis-Gabriel Gauny : le philosophe plébéien, Presses universitaires de Vincennes, 1985
- Le maître ignorant : Cinq leçons sur l'émancipation intellectuelle, Fayard 1987 — 10/18 Poche, 2004
- Courts voyages au Pays du peuple. Le Seuil, 1990
- Les noms de l’histoire. Essai de poétique du savoir, Le Seuil, 1992
- Mallarmé, la politique de la sirène. Hachette, 1996
- Aux bords du politique. Osiris, 1990, La Fabrique 1998, Folio, 2003
- La mésentente. Galilée, 1995
- Arrêt sur histoire. avec Jean-Louis Comolli, Centre Georges-Pompidou, 1997
- La chair des mots. Politique de l'écriture, Galilée, 1998
- La parole muette. Essai sur les contradictions de la littérature, Hachette, 1998
- La fable cinématographique. Le Seuil
- Le partage du sensible. La Fabrique, 2000
- L’inconscient esthétique. La Fabrique, 2001
- Le destin des images. La Fabrique, 2003
- Les scènes du Peuple. Horlieu, 2003 (réédition des articles parus dans Les Révoltes logiques)
- Malaise dans l’esthétique. Galilée,2004
- L’espace des mots: De Mallarmé à Broodthaers, Musée des Beaux Arts de Nantes, 2005
- La haine de la démocratie. La Fabrique, 2005
- Chronique des temps consensuels. Le Seuil, 2005
- La philosophie déplacée. Autour de Jacques Rancière, Actes du colloque de Cerisy. Horlieu, 2006
- Politique de la littérature, Galilée, 2007
- Le Spectateur émancipé, La Fabrique, 2008
- Et tant pis pour les gens fatigués. Entretiens, Éditions Amsterdam, 2009
- Moments politiques — Interventions 1977—2009, La fabrique (pour l'édition française) et Lux (pour l'édition canadienne), 2009.
- Les Écarts du cinéma, La Fabrique, 2011
- Aisthesis, Scènes du régime esthétique de l’art, Galilée, 2011
- Modern Times — Essays on Temporality in Art and Politics, Multimedijalni institut, 2017

## На русском языке
- Рансьер, Ж. Несогласие: Политика и философия = Lа mésentente: Politique et philosophie / Пер. и прим. В. Е. Лапицкого. — СПб.: Machina, 2013. — 192 с. — (XX век. Критическая библиотека). ISBN 978-5-90141-107-0
- Рансьер, Ж. До и после 11 сентября: Разрыв в символическом строе? / Пер. В. Лапицкого // Мир в войне: победители/побежденные. 11 сентября 2001 года глазами французских интеллектуалов: Антология. — М.: Фонд научных исследований «Прагматика культуры», 2003. — 204 с. ISBN 5-7333-0232-2
- Рансьер, Ж. Эстетическое бессознательное = L’inconscient esthetique / Пер. и сост. В. Лапицкого. — СПб.: Machina, 2004. — 128 с. — (XX век. Критическая библиотека). ISBN 5-90141-012-2
- Рансьер, Ж. Разделяя чувственное = Le partage du sensible / Пер. В. Лапицкого, А. Шестакова. — СПб.: Изд-во ЕУСПБ, 2007. — 264 с. отрывок
- Рансьер, Ж. На краю политического = Aux bords du politique / Пер. Б. М. Скуратова. — М.: Праксис, 2006. — 240 с. ISBN 5-901574-55-9 отрывок
- Рансьер и сообщество равных // Бадью А. Можно ли мыслить политику? Краткий трактат по метаполитике / Пер. с фр. Б. М. Скуратова и К. Голубович. — М.: Логос, 2005.
- Рансьер, Ж. Понятие анахронизма и истина историка // Социология власти № 2 (2016) Политика времени / Пер. с фр. В. Земсковой. — М.: Издательский дом «Дело» РАНХиГС, 2016.
- Бела Тарр: время после = Béla Tarr, le temps d'après. / Пер. с фр. В. Лапицкого. — М.: Музей современного искусства «Гараж», 2024.